# Смолин, Александр (футболист)
Алекса́ндр А. Смо́лин (1924 — неизвестно) — советский футболист, хоккеист, нападающий.

## Карьера
Выступал в командах «Спартак» Москва, «Торпедо» Горький и «Динамо» Ленинград.